# TV Integração Uberlândia
TV Integração Uberlândia é uma emissora de televisão brasileira sediada em Uberlândia, cidade do estado de Minas Gerais. Opera no canal 8 (30 UHF digital) e é afiliada à TV Globo. É a cabeça de rede da Rede Integração, com atuação no interior mineiro, e gera sua programação para 49 municípios.

## Sinal digital
| Canal virtual | Canal digital | Resolução de tela | Programação                                               |
| ------------- | ------------- | ----------------- | --------------------------------------------------------- |
| 8.1           | 30 UHF        | 1080i             | Programação principal da TV Integração Uberlândia / Globo |

A emissora iniciou suas transmissões digitais em 16 de março de 2009, através do canal 30 UHF, sendo a primeira emissora do interior mineiro a operar a nova tecnologia.
Transição para o sinal digital
Com base no decreto federal de transição das emissoras de TV brasileiras do sinal analógico para o digital, a TV Integração Uberlândia, bem como as outras emissoras de Uberlândia, cessou suas transmissões pelo canal 8 VHF no dia 17 de dezembro de 2018, seguindo o cronograma oficial da ANATEL.